# 哥吉拉與金剛：超新星
《哥吉拉與金剛：超新星》（英語：Godzilla x Kong: Supernova）是一部2027年美國怪獸電影，2024年電影《哥吉拉與金剛：新帝國》的續集，以及《怪獸宇宙》的第六部作品。該片由格蘭特·史普多雷執導，大衛·卡拉漢撰寫劇本，傳奇影業製作、華納兄弟發行，凱特琳·黛佛、丹·史蒂文斯、傑克·歐康納、戴洛依·林多、馬修·莫汀、艾莉西亞·戴南-卡瑞和山姆·尼爾主演。
《哥吉拉與金剛：超新星》預定2027年3月26日於美國上映。

## 演員
- 凱特琳·黛佛
- 丹·史蒂文斯飾演崔普（Trapper）：君主組織中負責照料金剛的獸醫。
- 傑克·歐康納
- 戴洛依·林多飾演君主組織的老闆。
- 馬修·莫汀飾演一名將軍。
- 艾莉西亞·戴南-卡瑞
- 山姆·尼爾

## 製作
早在《哥吉拉與金剛3》正式宣布製作之前，《哥吉拉大戰金剛》和《哥吉拉與金剛：新帝國》的導演亞當·溫高德已表示有興趣回歸拍攝第三部《哥吉拉與金剛》的電影，但他指出「這將取決於《哥吉拉與金剛：新帝國》的票房表現以及後續的故事發展」。溫高德重申，他們已開始探討如何繼續推進《怪獸宇宙》系列電影。他補充，《哥吉拉與金剛3》可能會主要講述哥吉拉的故事，並以《新帝國》講述金剛的方式探索哥吉拉。
2024年5月，傳奇影業宣布，曾為2014年電影《哥吉拉》撰寫早期草稿的大衛·卡拉漢將撰寫《哥吉拉與金剛3》的劇本。同月，傳奇影業宣布溫高德因為檔期衝突不會回歸執導，但表示有興趣與溫高德在未來繼續合作。6月，宣布格蘭特·史普多雷接下導筒，並公布上映日期為2027年3月26日。2025年1月，凱特琳·黛佛參與演出。2月，傑克·歐康納和戴洛依·林多參與演出，而丹·史蒂文斯確認回歸飾演前集的角色崔普（Trapper）。3月，馬修·莫汀參與演出，拍攝預計將於2025年4月開始進行。4月，艾莉西亞·戴南-卡瑞和山姆·尼爾參與演出。2025年5月，釋出前導預告片，並公布片名為《哥吉拉與金剛：超新星》（Godzilla x Kong: Supernova）。

### 拍攝
電影於2025年4月在澳洲展開主體拍攝。4月4日，黛佛向《七號新聞》透露電影已於昆士蘭州開拍。

## 發行
《哥吉拉與金剛：超新星》由華納兄弟排定2027年3月26日於美國上映。

## 外部連結
- 互联网电影数据库（IMDb）上《哥吉拉與金剛：超新星》的资料（英文）
- AllMovie上《哥吉拉與金剛：超新星》的资料（英文）
- Box Office Mojo上《哥吉拉與金剛：超新星》的資料（英文）
- 豆瓣电影上《哥吉拉與金剛：超新星》的資料 （简体中文）